# Кудрявцев, Сергей Валентинович (кинокритик)
Серге́й Валенти́нович Кудря́вцев (род. 12 марта 1956, Чита, СССР) — советский и российский кинокритик, киновед, редактор, обозреватель, блогер и режиссёр. Один из авторов «Кино. Энциклопедический словарь».

## Биография
Родился 12 марта 1956 года в Чите. Школьником сотрудничал с читинской газетой «Комсомолец Забайкалья». В 1978 году окончил киноведческий факультет Всесоюзного государственного института кинематографии (мастерская М. Власова, Е. Суркова). В 1978–1979 годах был на срочной военной службе в Подольске. В 1980—1983 годах работал в кабинете советского кино во ВГИКе, в 1983—1986 годах — редактором во Всесоюзном объединении «Союзкинофонд», в 1987—1989 годах — старшим редактором в ВПТО «Видеофильм», а затем обозревателем в журналах «Видеодайджест», «Культурно-просветительная работа», «Видео-Асс. Premiere», в газете «Коммерсантъ-daily» и др. Был автором рубрик в изданиях «Видеокомпас» («Советский экран», 1989—1990), «Досье „ИК“» («Искусство кино», 1989—1996), «СКВ: Сергей Кудрявцев-видео» («Видео-Асс. Premiere», 1994—1998), «Обзор новых фильмов в видеотеках» («Коммерсантъ-daily», 1993—1996), «Своё кино» («Экран и сцена», 1996—1999) и др. В 1999—2006 годах — ведущий кинораздела сайта KM.ru компании «Кирилл и Мефодий».
Издал несколько справочников о деятелях отечественного и мирового кинематографа. Автор книг «500 фильмов» (1991), «+500» (1994), «Последние 500» (1996), «Своё кино» (1998).
В 1994—1998 годах преподавал историю и теорию кино во ВГИКе, в 2006—2013 годах читал лекции на Высших курсах сценаристов и режиссёров, с 2008 по 2010 год и с 2015 по 2018 год — в Институте современного искусства.

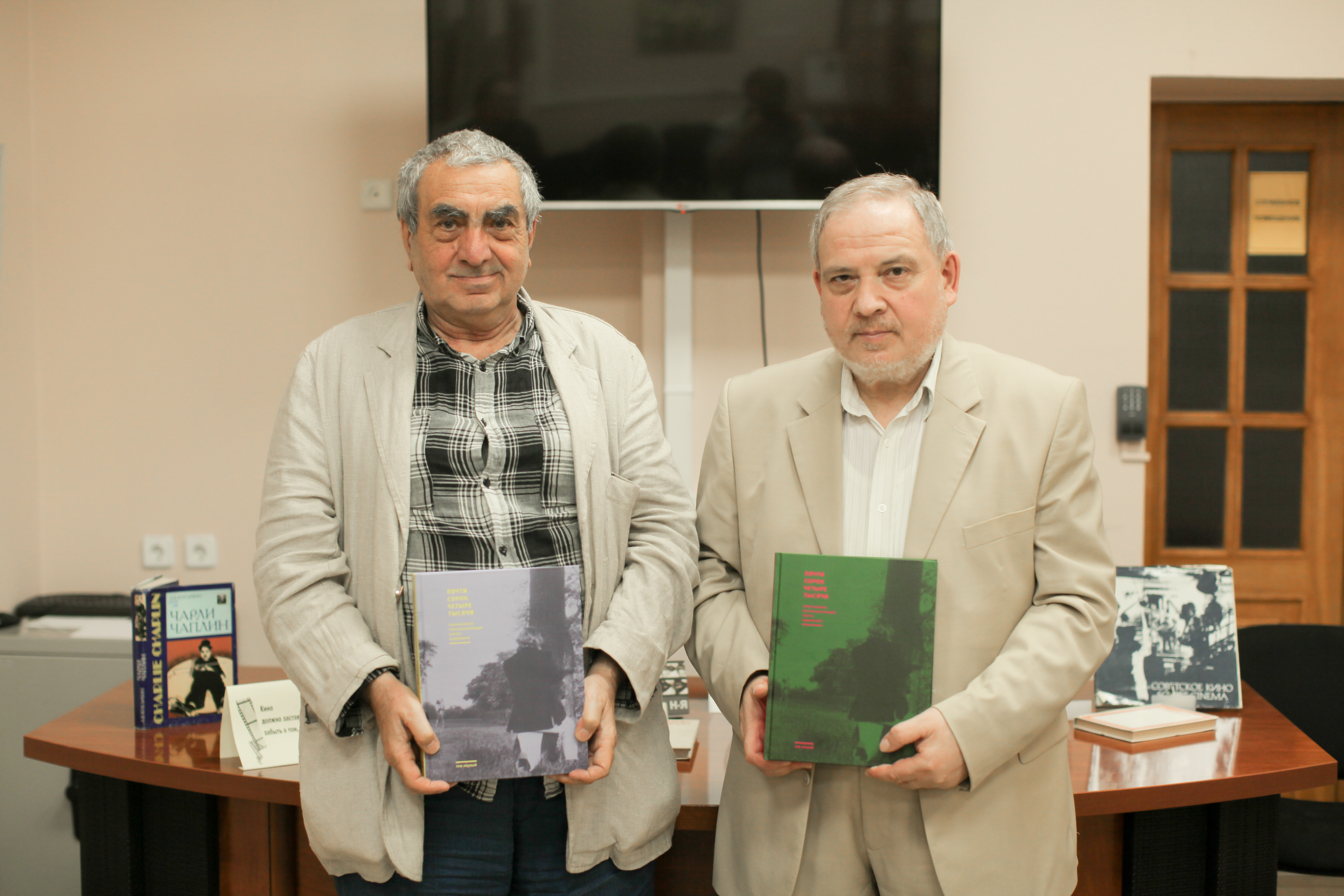
На презентации трёхтомника Почти сорок четыре тысячи вместе с организатором кинопроизводства и кинопроката Расимом Даргях-заде

Трижды лауреат премии Гильдии киноведов и кинокритиков России. В 2004 году получил премию имени Мирона Черненко «за утверждение интернет-критики в качестве критического жанра», в 1998 году — «за издание книг справочно-информационного характера», а двумя годами ранее, в 1996 году получил Приз кинопрессы за книгу «Всё — кино».
В интернете ведёт блог в «Живом журнале» kinanet.livejournal.com. В 2008 году с помощью своего блога собрал средства на издание «Книга кинорецензий „3500“», где изложил свои рецензии на известные («Голова-ластик», «Мертвец») и малоизвестные («Затемнение», «Полицейский с половиной») фильмы.
Выпустил трёхтомное издание — персональную киноэнциклопедию «Почти сорок четыре тысячи». Первый том был приурочен к 120-летию мирового кинематографа и вышел в декабре 2015 года. Собрал средства на издание второго тома с помощью краудфандинга на сайте Planeta.ru, книга вышла в августе 2016 года ко Дню российского кино. Осенью 2017 года был издан заключительный третий том. В 2018 году получил за это издание приз Гильдии киноведов и кинокритиков в номинации «Авторская энциклопедия».
В 2018 году приступил к съёмкам дебютного фильма. Задуманный как короткометражный, он в итоге стал полнометражным. Премьера фильма «..и будет дочь» состоялась на Международном кинофестивале «Зеркало» имени Андрея Тарковского в августе 2021 года.

## Книги
- 150 советских режиссёров / Авт.-сост. С. В. Кудрявцев. — М., 1981.
- Актеры советского кино / Авт.-сост. С. В. Кудрявцев. — М., 1982.
- 200 советских режиссеров / Авт.-сост. С. В. Кудрявцев. — М., 1983. — 241 с.
- Кудрявцев С. В. Александр Збруев. — М.: Союз кинематографистов СССР, 1983. — 36 с.
- Кудрявцев С. В. Родион Нахапетов. — М.: Союз кинематографистов СССР, 1986. — 64 с.
- Фильмографический справочник "Режиссёры зарубежного кино". Вып. 1, Т. 1. / Авт.-сост. С. В. Кудрявцев. — М.: Всесоюзное бюро пропаганды советского киноискусства, 1985. — 306 с.
- Фильмографический справочник "Режиссёры зарубежного кино". Вып. 2: Режиссёры социалистических стран / Авт.-сост. С. В. Кудрявцев. — М.: Всесоюзное бюро пропаганды советского киноискусства, 1986. — 214 с.
- Панорама мирового кино 1987-1988 / ред. С. В. Кудрявцев. — М.: Общество друзей кино СССР, 1989. — 120 с. — 4000 экз.
- Кудрявцев С. В. 500 фильмов : Авторский каталог видеофильмов. — М.: СП "ИКПА", 1991. — 380 с. — ISBN 5-85202-053-2.
- Кудрявцев С. В. +500. — М.: Прогресс, 1994. — 398 с.
- Кудрявцев С. В. "Последние 500". — М.: Каскад intern, 1995. — 401 с. — ISBN 5-900748-03-0.
- Кудрявцев С. В. Всё — кино. Справочник. — М.: Каскад, 1995. — 374 с.
- Кудрявцев С. В. Своё кино: Обзор отечественных фильмов. — М.: Дубль-Д, 1998. — 492 с. — ISBN 5-900902-05-7.
- Кудрявцев С. В. 3500: книга кинорецензий: в 2 т.. — М.: Печатный двор, 2008. — Т. 1: А — М. — 687 с. — ISBN 978-5-9901318-1-1.
- Кудрявцев С. В. 3500: книга кинорецензий: в 2 т.. — М.: Печатный двор, 2008. — Т. 2: Н — Я. — 735 с. — ISBN 978-5-9901318-2-8.
- Кудрявцев С. В. Почти сорок четыре тысячи: персональная киноэнциклопедия Сергея Кудрявцева: в 3 т.. — М., 2016. — Т. 1. — 787 с. — 500 экз. — ISBN 978-5-9901318-4-2.
- Кудрявцев С. В. Почти сорок четыре тысячи: персональная киноэнциклопедия Сергея Кудрявцева: в 3 т.. — М., 2016. — Т. 2. — 867 с. — 500 экз. — ISBN 978-5-9901318-5-9.
- Кудрявцев С. В. Почти сорок четыре тысячи: персональная киноэнциклопедия Сергея Кудрявцева: в 3 т.. — М., 2017. — Т. 3. — 911 с. — 500 экз. — ISBN 978-5-9901318-6-6.